# Llanquihue
Llanquihue är en kommun i Chile.   Den ligger i provinsen Provincia de Llanquihue och regionen Región de Los Lagos, i den södra delen av landet, 900 km söder om huvudstaden Santiago de Chile.
Trakten runt Llanquihue består i huvudsak av gräsmarker. Runt Llanquihue är det glesbefolkat, med 20 invånare per kvadratkilometer.